# Нерестовка (притока Сіви)
Не́рестовка (Нестеровка; рос. Нерестовка, Нестеровка) — річка у Пермському краї (Великососновський район), Росія, права притока Сіви.
Річка починається біля кордону з Удмуртією. Течія спрямована спочатку на південний схід, в селі Марасани повертає на північний схід, і лише останній 1 км русло повертає на південь. Впадає до Сіви нижче села Сівинське.
Русло нешироке, береги у верхній течії заліснені, долина досить широка. Приймає декілька дрібних приток. Збудовано декілька автомобільних мостів та ставків.
Над річкою розташовані села Марасани та Сівинське.